# Зелендол
Зеле́ндол (болг. Зелендол) — село в Благоєвградській області Болгарії. Входить до складу общини Благоєвград.

## Населення
За даними перепису населення 2011 року у селі проживали 220 осіб, з них 218 осіб (99,5%) — болгари.
Розподіл населення за віком у 2011 році:
Динаміка населення: